# Hennadij Afanasjev
Hennadij Serhijovyč Afanasjev (ukrajinsky Геннадій Сергійович Афанасьєв, rusky Геннадий Сергеевич Афанасьев, Gennadij Sergejevič Afanasjev; 8. listopadu 1990, Simferopol, Ukrajinská SSR, Sovětský svaz – 21. prosince 2022) byl ukrajinský aktivista vystupující proti anexi Krymu, fotograf a politický vězeň odsouzený za terorismus v kauze tzv. Sencovovy teroristické skupiny.

## Životopis
Vystudoval Tauridskou státní univerzita V. I. Vernadského v oboru „právo“ a pracoval jako fotograf. Před anexi Krymu Ruskem v roce 2014 se do veřejných aktivit nezapojoval, ale během ruské vojenské invaze na poloostrov se začal účastnit protestů a navštěvovat schůze, kde se plánovaly veřejné akce proti okupaci. Před „referendem“ na Krymu se podílel na natáčení videí na podporu proukrajinských hnutí. Osobně četl báseň Vasyla Simoněnka Kde jste teď, kati mého lidu?
Od konce srpna 2016 byl Afanasjev zvláštním zástupcem Ministerstva zahraničních věcí Ukrajiny, pracoval ve speciální veřejné platformě, která propaguje propuštění Ukrajinců z nezákonného věznění v Rusku.

## Pronásledování a zatýkání
Počátkem května 2014 byl ruskou bezpečnostní službou FSB zatčen spolu s Olegem Sencovem a Oleksandrem Kolčenkem na ulici Simferopolu a obviněn. Hennadij Afanasjev byl chycen na ulici, zbit, nasazen do auta s taškou na hlavě a dlouho jezdil po městě. Pak byl přiveden do budovy FSB. V roce 2015 byl odsouzen za organizování teroristického společenství na Krymském poloostrově k sedmi letům vězení. Dne 14. června 2016 byli Afanasjev a další ruský vězeň ukrajinské války, Jurij Sološenko, vyměněni za dva oděské novináře Vitalije Diděnka a Jelenu Gliščinskou, ruské občany obviněné a vězněné za separatismus a organizaci separatistické Národní rady Besarábie.
Afanasjev strávil v ruském vězení 776 dní. Podle jeho slov tam žil v otřesných podmínkách, kde dokonce dostal otravu krve, byl mučen proudem nebo mu bylo vyhrožováno znásilněním. Podle svého právníka byl Afanasjev bit boxerskými rukavicemi, s nasazenou plynovou maskou, do které byl vstřikován plyn, což způsobilo zvracení, mučen elektrickým proudem, včetně připevňování drátů na genitálie, zbaven spánku na deset dní. To ho donutilo podepsat prohlášení požadovaná vyšetřováním. Na svobodu se prý dostal jen proto, že jeho případu věnovalo velkou pozornost světové společenství.

## Vydání
V březnu 2016 Ukrajina požádala Rusko o vydání čtyř odsouzených Ukrajinců, včetně Hennadije Afanasjeva.
Dne 14. června 2016 byli Afanasjev a odsouzený Jurij Sološenko deportováni na Ukrajinu, byli vyměněni za ukrajinské občany Olena Glishchinska a Vitalij Didenko, zapletení do případu separatismu.
Hennadij Afanasjev podal žalobu na ruský soudní systém u Evropského soudu pro lidská práva za mučení, které trpěl ve věznicích Ruské federace. Dne 16. června 2016 přijal Evropský soud pro lidská práva žalobu Hennadyho Afanasjeva.

## Smrt
Podle osobního sdělení zveřejněného na sociálních sítích se v první den války přihlásil na vojenské správě ke službě. Bojoval v sestavě 130. praporu 241. brigády Sil územní obrany Ukrajiny. Padl pod Bilohorivkou.